# (2520) Новороссийск
(2520) Новороссийск (лат. Novorossijsk) — типичный астероид главного пояса, который был открыт 26 августа 1976 года советским астрономом Николаем Черных в Крымской обсерватории и был назван в честь российского города-героя — Новороссийска.

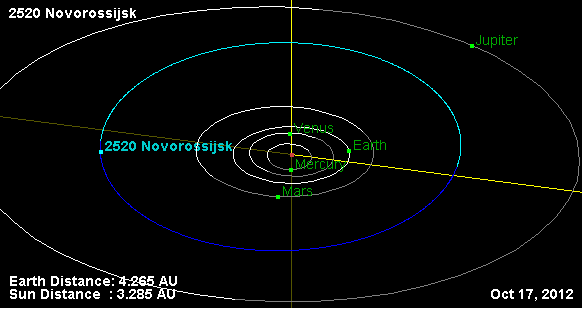
Орбита астероида Новороссийск и его положение в Солнечной системе